# Zastava M72
A Zastava M72 é uma metralhadora leve desenvolvida e fabricada pela então empresa iugoslava Zastava Arms. A M72 foi inspirada na metralhadora leve soviética RPK.

## Visão geral
A Zastava M72 tem câmara e dispara o cartucho 7,62×39mm M67. É uma arma de fogo operada a gás, resfriada a ar e alimentada por carregador, com coronha fixa.
Esta arma é quase uma cópia da metralhadora leve soviética RPK. Existem algumas diferenças na M72/M72A. Não possui montagem em trilho lateral de mira, a coronha também é diferente, tendo o formato de um fuzil AK-47 comum. Possui receptáculo reforçado, mira noturna e sem alça de transporte. O cano também difere de outros fuzis RPK por causa das aletas de resfriamento para ajudar na dissipação de calor do fogo prolongado. O M72 só aparece com um cano de perfil pesado, ao contrário dos fuzis RPK russos e romenos, que podem vir em configurações de cano leve ou pesado.

## Variantes
- M72 - Versão padrão com coronha fixa de madeira. Utiliza um receptáculo fresado.
- M72B1 - Igual à M72, mas com um receptáculo estampado atualizado em vez do receptáculo fresado.
- M72AB1 - Igual à M72B1, mas com coronha dobrável e bipé destacável.
- Al Quds - Variante produzida com licença iraquiana.

Uma variante semiautomática da M72B1 é produzida nos Estados Unidos usando kits de peças originais com receptáculo e cano fabricados nos EUA.

## Detalhes do projeto
O Zastava M72/M72A é uma arma operada a gás, resfriada a ar, alimentada por carregador, de fogo seletivo, disparada no ombro e com um bipé. É uma arma automática de esquadrão, como a RPK soviética, mas possui características de projeto exclusivas.

## Operadores
- Afeganistão[6]
- Egito[7]
- Iraque — foi fabricada localmente como Al Quds[8][9][10]
- Sérvia[11]

### Operadores não estatais
- Frente de Libertação Oromo[12]
- Talibã[13]